# Мајами Бич
Мајами Бич (енгл. Miami Beach) град је у америчкој савезној држави Флорида.  По попису становништва из 2010. у њему је живело 87.779 становника.

## Демографија
Према попису становништва из 2010. у граду је живело 87.779 становника, што је 154 (0,2%) становника мање него 2000. године.
| Група             | 2000.          | 2010.          |
| Белци             | 35.959 (40,9%) | 35.530 (40,5%) |
| Афроамериканци    | 3.548 (4,0%)   | 3.825 (4,4%)   |
| Азијати           | 1.202 (1,4%)   | 1.635 (1,9%)   |
| Хиспаноамериканци | 47.000 (53,4%) | 46.564 (53,0%) |
| Укупно            | 87.933         | 87.779         |